# Elend (band)
Elend was een dark ambient neoklassieke darkwave band die werd opgericht in 1993 in Frankrijk door muzikanten Iskandar Hasnawi en Renaud Tschirner. De bandnaam is het Duitse woord voor ellende.

## Beschrijving
Vroege albums van Elend maken gebruik van samplers en synthesizers om een zwaar en angstaanjagend orkestraal geluid te produceren. In hun laatste drie albums uit de Winds Cycle-serie vindt een omslag naar het gebruik van akoestische instrumenten en een klein muziekensemble plaats. In sommige nummers gebruikt de band ook elementen uit elektronische muziek en het genre industrial.
In de muziek zijn harde dissonanten, schreeuwen, en grunts te horen. Er zijn gesproken passages en elementen uit artrock en gothic rock gebruikt. Ondanks dat de muziekstijl van Elend niet behoort tot de metalmuziek, wordt de band wel geassocieerd met metal-acts en het metal-label Holy Records. Hun harde geluid wordt regelmatig omarmd door metalfans.
De Winds Cycle was bedoeld als vijfdelige serie maar werd aangepast naar een trilogie. In een interview met een Frans tijdschrift in 2007 gaf Iskander Hasnawi aan dat de hoge kosten en moeilijkheden die gepaard gaan met het schrijven en opnemen van orkestrale muziek zorgden voor een einde van het project Elend. De beide componisten Hasnawi en Tschirner besloten om verder te gaan met een ander muziekproject, genaamd L'Ensemble Orphique.

## Discografie
Officium Tenebrarum
1. Leçons de Ténèbres (1994)
2. Les Ténèbres du Dehors (1996, heruitgave in 2001)
3. The Umbersun (1998)

Winds Cycle
1. Winds Devouring Men (2003)
2. Sunwar the Dead (2004)
3. A World in Their Screams (2007)

Overig
- Weeping Nights (1997)

## Bandleden
- Alexandre Iskandar Hasnaoui: diverse instrumenten (1993—heden)
- Renaud Tschirner: diverse instrumenten (1993—heden)
- Sébastien Roland: keyboards, programmering (1997—heden)
- David Kempf: viool (2000—heden)
- Esteri Rémond: sopraan (2003—heden)
- Laura Angelmayer: sporaan
- Shinji Chihara: viool, altviool
- Klaus Amann: trompet, hoorn, trombone
- Simon Eberl, industriële klanken en geluiden
- Nathalie Barbary: sopraan (1995—2003, oud-lid)
- Eve-Gabrielle Siskind: sopraan (1994—1995, oud-lid)